# Nastro d'argento a la millor actriu en una pel·lícula de comèdia
El Nastro d'argento (Cinta de plata) és un premi cinematogràfic concedit anyalment, des de 1946, pel Sindicat Nacional de Periodistes Cinematogràfics Italians (Sindacato Nazionale dei Giornalisti Cinematografici Italiani) l'associació italiana de crítics de cinema. Aquesta és la llista de les guanyadores del Nastro d'argento a la millor actriu en una pel·lícula de comèdia, que es van atorgar per primer cop el 2018.

## Guanyadors
Els guanyadors estan indicats en negreta, seguits dels altres candidats.

### Anys 2010-2019
- 2018:[3] Paola Cortellesi - Come un gatto in tangenziale
  - Sonia Bergamasco - Come un gatto in tangenziale
  - Barbara Bouchet - Metti la nonna in freezer
  - Claudia Gerini i Serena Rossi - Ammore e malavita
  - Miriam Leone - Metti la nonna in freezer
  - Ilenia Pastorelli - Benedetta follia
  - Sara Serraiocco - Brutti e cattivi

- 2019: Paola Cortellesi - Ma cosa ci dice il cervello[4]
  - Margherita Buy - Moschettieri del re - La penultima missione
  - Lucia Mascino - Favola, La prima pietra
  - Paola Minaccioni i Carla Signoris - Ma cosa ci dice il cervello
  - Alba Rohrwacher - Troppa grazia

### Anys 2020-2029
- 2020: Paola Cortellesi – Figli[5]
  - Antonella Attili – Tolo Tolo
  - Anna Foglietta – D.N.A. - Decisamente non adatti
  - Lucia Mascino – Odio l'estate
  - Serena Rossi – Brave ragazze e 7 ore per farti innamorare